# رده‌بندی رکابزن جوان در جیرو دیتالیا
رده‌بندی رکابزن جوان در سال ۱۹۷۶ برای ایجاد رقابت میان رکابزنان جوان به جیرو دیتالیا افزوده شد. نحوهٔ محاسبهٔ این رده‌بندی مشابه رده‌بندی اصلی است و بر پایهٔ مجموع زمان رکابزنان در مراحل مختلف محاسبه می‌شود. البته این رده‌بندی محدود به رکابزنانی است که سن آنان کمتر از ۲۵ سال باشد. تا سال ۱۹۹۴ معیارهای دیگری برای انتخاب رکابزنان جوان وجود داشت. رهبر این رده‌بندی پیراهن سفید (ایتالیایی: maglia bianca) را به تن می‌کند.
رده‌بندی رکابزن جوان در سال ۱۹۹۴ از جیرو خارج شد، ولی در سال ۲۰۰۷ بازگردانده‌شد و محدودیت سنی به ۲۵ سال افزایش یافت.
نخستین برندهٔ این رده‌بندی آلفیو واندی بود. ولادیمیر پولنیکوف و پاول تونکوف دو بار برندهٔ رده‌بندی رکابزن جوان شده‌اند.
اوگنی برزین در سال ۱۹۹۴ و نایرو کینتانا در سال ۲۰۱۴ توانستند افزون بر رده‌بندی رکابزن جوان، فاتح رده‌بندی اصلی جیرو نیز شوند.